# Louis Lyautey
Louis Lyautey, francoski maršal, vojaški teoretik in akademik, * 1854, † 1934.